# 水车湾站
水车湾站位于甘肃省兰州市红古区水车湾村，是兰青铁路的一座车站，距离兰州站95公里，于1958年启用，现由兰州铁路局营运。车站现为四等站，办理旅客乘降和行包托运。车站同时承担货运业务。兰州铁路局与青藏铁路公司管辖范围在水车湾-海石湾K60+000交界。